# 山马钱
山马钱（学名：Strychnos nux-blanda）为马钱科马钱属下的一个种。

## 扩展阅读
- 維基物種上的相關：山马钱